# Alexis Chassang
Pour les articles homonymes, voir Chassang.
Alexis Chassang, né le 2 avril 1827 à Bourg-la-Reine et mort le 8 mars 1888 à Vanves, est un helléniste, linguiste et grammairien français, connu principalement pour ses ouvrages scolaires.

## Biographie
Admis premier à l'École normale supérieure en 1846, premier à l'agrégation de lettres en 1849, puis docteur ès lettres en 1852, il est professeur de rhétorique aux lycées de Lille et de Bourges, puis chargé du cours complémentaire de langue et littérature françaises à l'École normale supérieure, où il est ensuite professeur de langue et littérature grecques de 1862 à 1871. Il est nommé inspecteur général de l'enseignement secondaire en 1873.
Alexis Chassang a publié des ouvrages scolaires, parmi lesquels un dictionnaire grec-français, ainsi de nombreux articles parus dans diverses revues. Il a traduit la Vie d'Apollonios de Tyane de Philostrate et publié en 1862 une Histoire du roman et de ses rapports avec l'histoire dans l'antiquité grecque et latine. Il a également continué le Dictionnaire universel d'histoire et de géographie de son oncle Marie-Nicolas Bouillet.
De l’Académie française, en 1869, il reçoit le prix Bordin pour Le Spiritualisme et l’Idéal dans la poésie des Grecs et en 1880, le prix Archon-Despérouses pour Remarques sur la langue française, par Vaugelas.

## Décorations
- Officier de la Légion d'honneur (31 décembre 1884)

## Principales publications
- Des Essais dramatiques imités de l'antiquité au XIVe et au XVe siècle, thèse (1852) Texte en ligne
- Selectae Narrationes e scriptoribus latinis. Narrations latines extraites des auteurs classiques, et publiées avec des notes, des arguments et des modèles d'analyse littéraire, à l'usage des classes de seconde et des aspirants au baccalauréat ès lettres (1853)
- Modèles de composition française (1853)
- Modèles de composition latine (1853)
- Choix de narrations tirées des auteurs latins (1854)
- Histoire du roman et de ses rapports avec l'histoire dans l'antiquité grecque et latine (1862) Texte en ligne
- Dictionnaire grec-français (1865)
- Le Spiritualisme et l'idéal dans l'art et la poésie des Grecs (1868)
- Nouveau dictionnaire grec-français (1872)
- Nouvelle grammaire grecque, d'après les principes de la grammaire comparée (1872)
- Dictionnaire universel d'histoire et de géographie, par M.-N. Bouillet, ouvrage revu et continué par A. Chassang (1874)
- Traduction des exercices grecs élémentaires et gradués (1874)
- Nouvelle grammaire française (1876)
- Les Chefs-d'œuvre épiques de tous les peuples, notices et analyses, avec François Marcou (1879)
- Nouvelle grammaire latine (1881)
- La Fleur de la littérature grecque. Morceaux choisis des principaux auteurs grecs (1884)
- Grammaire grecque, d'après la méthode comparative et historique : cours supérieur (1888)

Traductions
- Philostrate : Le Merveilleux dans l'Antiquité : Apollonius de Tyane, sa vie, ses voyages, ses prodiges, par Philostrate, et ses lettres ; ouvrages traduits du grec, avec introduction, notes et éclaircissements (1862)
- Homère : Neuvième chant [de l'Iliade], avec des notes littéraires et un commentaire grammatical d'après la méthode comparative et historique (1875)